# Saladoïde
La culture saladoïde est une culture pré-colombienne du Venezuela et des Caraïbes s'étendant de -500 à 545 apr. J.-C. Les Arawaks appartenaient notamment à cette culture.
Le site archéologique vénézuélien de Saladero a donné son nom à la culture saladoïde.
On distingue généralement quatre sous-cultures :
- Culture Hacienda Grande (en) (250 AEC–300) (Loíza à Porto Rico),
- Prosperity culture (1–300 ),
- Coral Bay-Longford culture (350–550),
- Cuevas culture (400–600).

Cette culture, originaire du cours inférieur du fleuve Orénoque (Venezuela actuel), horticole, parlant arawak, remplace progressivement la culture ortoiroïde pré-céramique.